# Gálfi László
Gálfi László (Komárom, 1944. június 4. – Pomáz, 2022. február 6.) fizikus, egyetemi docens. A fizikai tudomány kandidátusa (1974).

## Életpályája
A budapesti I. István Gimnázium diákjaként 1961-ben III. díjat, 1962-ben II. díjat nyert a 3., ill. 4. Nemzetközi Matematikai Diákolimpián. 1967-ben diplomázott az Eötvös Loránd Tudományegyetem Természettudományi Karán okleveles fizikusként. Ezt követően nyugdíjazásáig az ELTE Elméleti Fizikai Tanszékének az oktatója volt.

### Kutatási területei
- Részecskefizika
- Mintázatok kialakulása. A kémiai reakciók által létrehozott mintázatok gyakran mozgó reakciófrontok mögött keletkeznek (pl. Liesegang-gyűrűk). Megértésükben jelentős szerepet játszott Gálfi László a reakciózónák jellemzőinek bevezetésével, valamint a reakciózónák tér- és időbeli skálatulajdonságinak meghatározásával, az egyszerű, de alapvető fontosságú A+B->C típusú reakciók esetére.

## Művei
- Elektrodinamika, Typotex, Budapest, 2019, ISBN 978-963-4930-31-0
- G. L, Rácz Z, Properties of the reaction front in an A+B->C type reaction-diffusion process, Physical Review, A 38 (1988), 3151-3154.
- G. L, Kuti J, Patkós A, Spin-dependent deep inelastic electron-proton scattering, Phys. Lett. B 31 (1970) 465-469.